# Бобин, Иван Николаевич
Иван Николаевич Бобин (Село Никольское, Тверская Губерния, Российская Империя 1872 — г. Челябинск, РСФСР 1942) — рабочий-кузнец Путиловского завода (ныне Кировский завод), Герой Труда. 

## Биография
Родился в селе Никольское, Тверской Губернии в Российской Империи в 1872 г. Закончил 3 класса сельской школы. В 14 лет нанялся в пастухи и 4 года пас общественное стадо. Следующие 4 года работал молотобойцем в Кронштадте в кузнице подрядчицы Епишкиной. Далее 4 года отслужил в солдатах. В 1898 поступил на Путиловский завод, где без перерыва отработал 37 лет. Из них 29 лет был подручным и нагревальщиком, после продвинулся в кузнецы, где загорелся стахановским движением. В 63 года получил орден трудового красного знамени. 
Рабочий-орденоносец, участник Всесоюзного совещания стахановцев в Москве. Полвека отстоял он у молота Путиловского завода, вернувшись с пенсии на завод во время Великой Отечественной войны. 

## Награды
- Герой Труда (1921).